# Église Saint-Pierre-et-Saint-Paul de Condé-sur-Aisne
Pour les articles homonymes, voir Église Saint-Pierre-et-Saint-Paul.
L'église Saint-Pierre-et-Saint-Paul est une église située à Condé-sur-Aisne, en France.

## Localisation
L'église est située sur la commune de Condé-sur-Aisne, dans le département de l'Aisne.

## Historique
Le monument est classé au titre des monuments historiques en 1919.

## Galerie

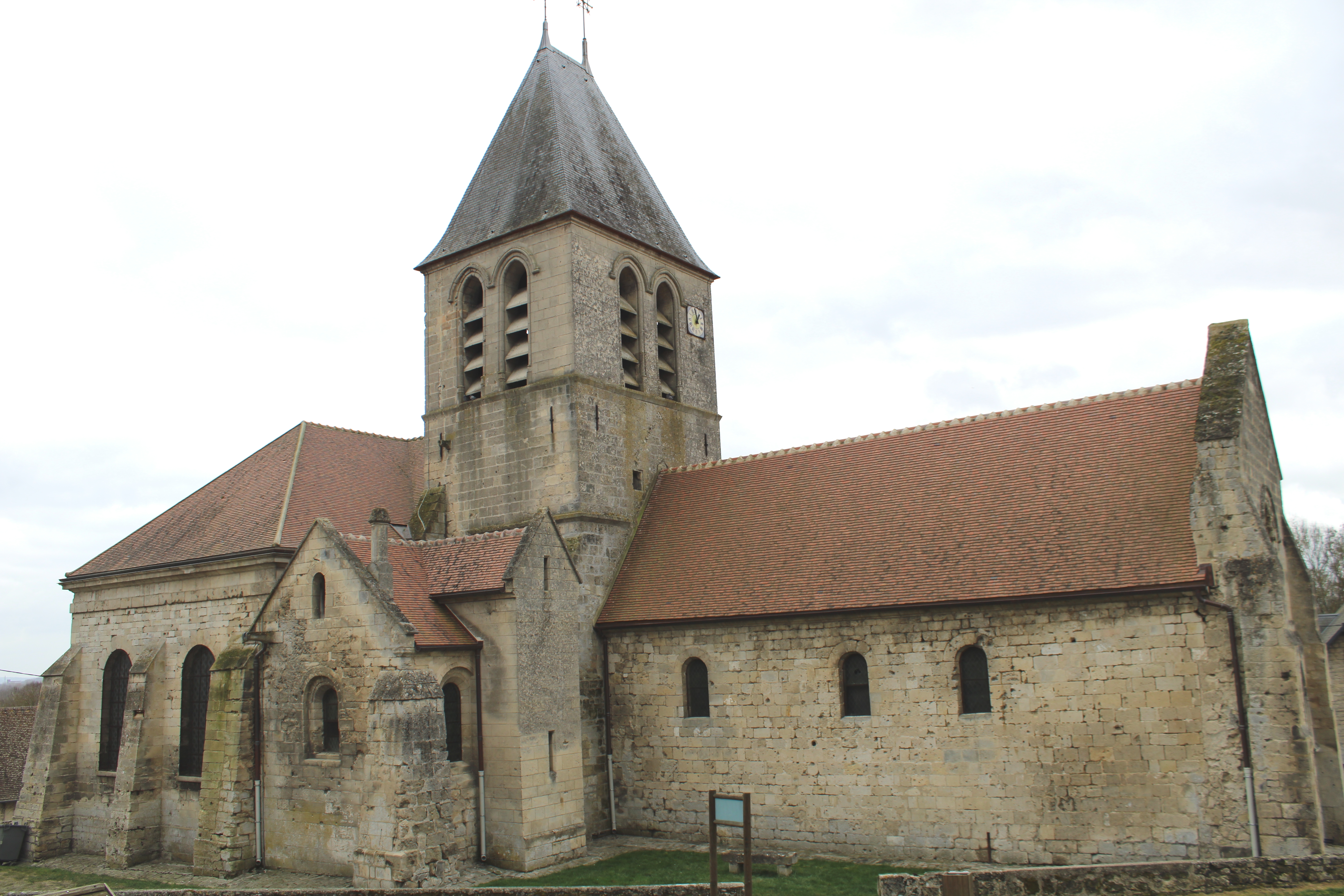
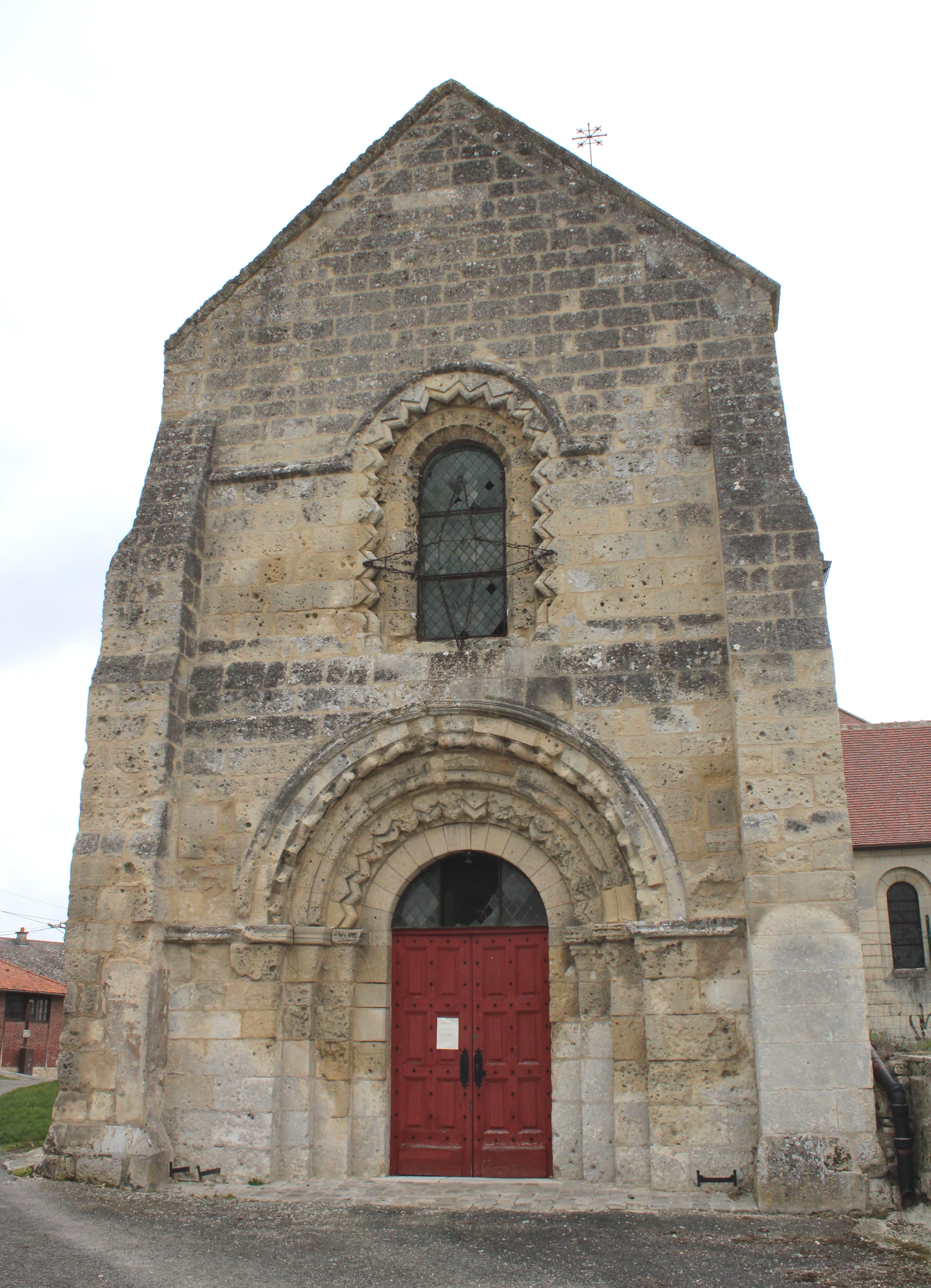
La façade de l'église.
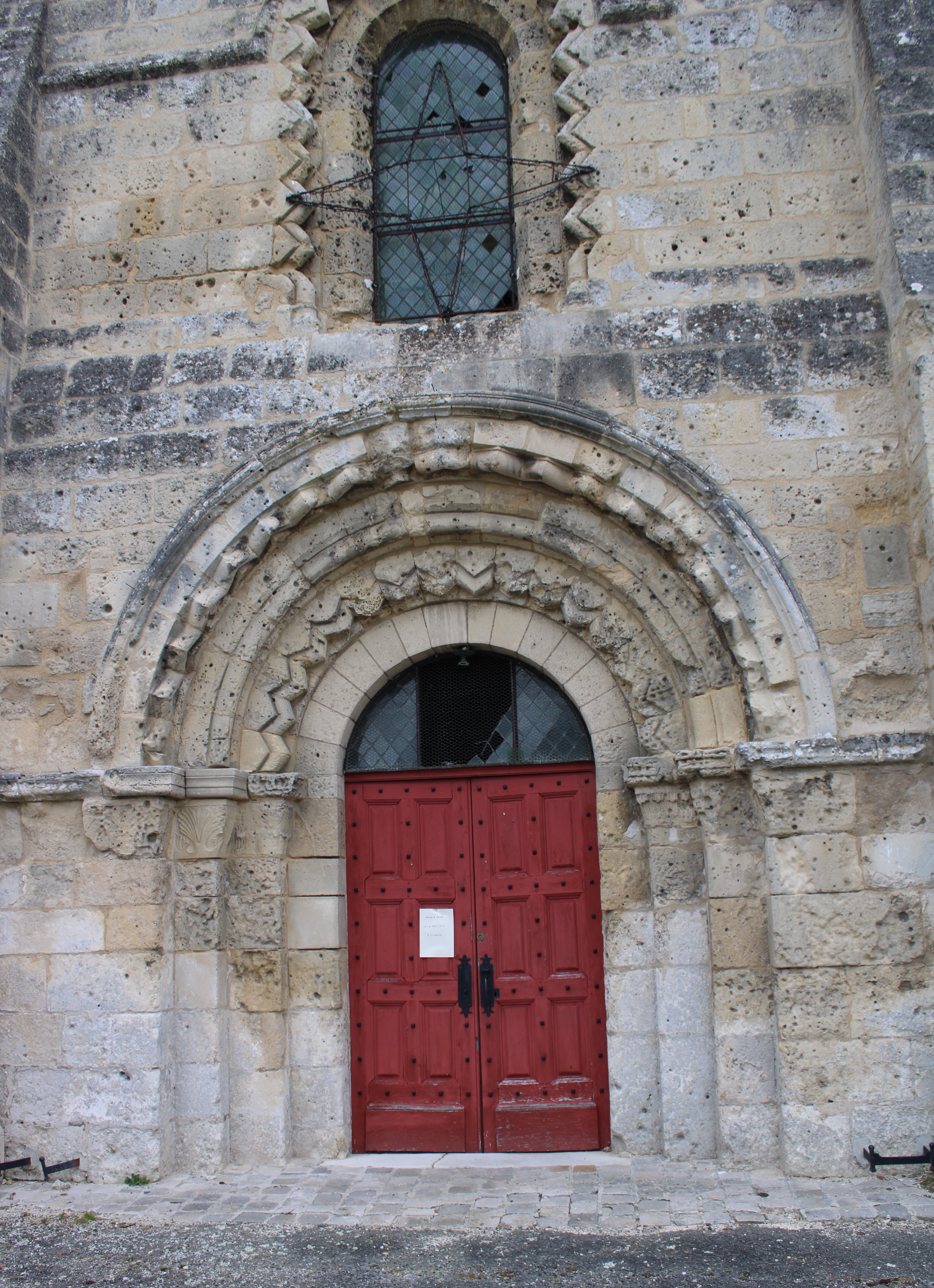
Le portail de l'église.
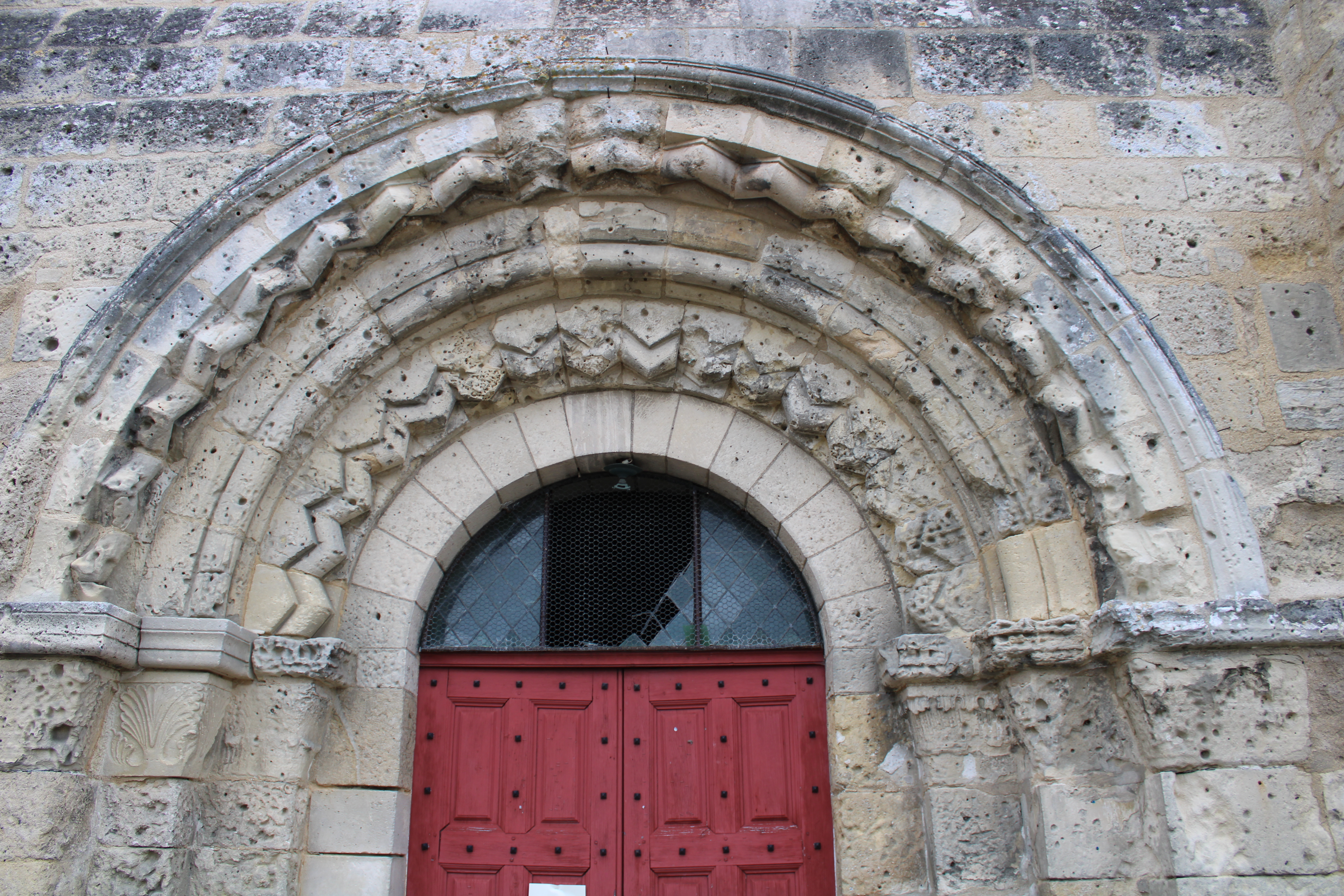
Détail du portail de l'église.